# Шалимов, Виктор Иванович
Виктор Иванович Шалимов (род. 20 апреля 1951, Солнечногорск, Московская область) — советский хоккеист и тренер, заслуженный мастер спорта СССР (1975).

## Биография
Игрок «Спартака» (Москва) (1969—1985), а также австрийских клубов («Инсбрук» и «Зальцбург»).
В чемпионатах СССР провёл 572 матча и забросил 293 шайбы.
В Чемпионатах мира и Европы и зимних Олимпийских играх — 51 матч, 36 голов.
Участник суперсерий СССР — Канада 1974 и 1976/1977 годов.
В турнирах Кубка Канады — 8 матчей, 2 гола.
В «Спартаке» и в сборной СССР выступал в составе звеньев нападения Шалимов — Шадрин — Якушев (с сезона 1974/1975), Шалимов — Шепелев — Капустин (первая половина 1980-х), эти тройки были одними из сильнейших в советском хоккее своего времени.
В 1977 году окончил Московский областной государственный институт физической культуры (МОГИФК).
В 1990 году окончил высшую школу тренеров при ГЦОЛИФКе.
В 1994—1995 годах — тренер ХК «Спартак» (Москва).
В 1995—1996 годах — главный тренер ХК «Спартак» (Москва).
С 2005 года — советник главы Мытищинского района Московской области по физической культуре и спорту.
Заведовал кафедрой физкультуры Московского государственного университета леса.
Участник ветеранских турниров в составе ХК «Легенды хоккея СССР», член правления Ночной хоккейной лиги, куратор конференции «Москва».

## Достижения
- Олимпийский чемпион 1976
- 3-кратный чемпион мира и Европы (1975, 1981, 1982)
- Серебряный призёр чемпионата мира 1976
- Бронзовый призёр чемпионата мира 1977 и чемпионатов Европы 1976 и 1977
- Обладатель Кубка Канады 1981
- Лучший бомбардир чемпионата мира 1975
- Лучший нападающий чемпионата мира 1982
- Чемпион СССР 1976
- Лучший бомбардир чемпионата СССР 1975/1976
- Серебряный призёр чемпионатов СССР 1973, 1981—1984
- Бронзовый призёр чемпионатов СССР 1972, 1975, 1979 и 1980
- Обладатель Кубка СССР 1971
- Финалист Кубка СССР 1977
- Член Клуба Всеволода Боброва (380 шайб).
- Награждён орденом «Дружбы народов» (1981), медалью «За трудовое отличие» (1976).
- Награждён Почетным Знаком «За заслуги в развитии физической культуры и спорта» (2001).
- Почётный гражданин города Мытищи (18.08.2016).